# Операція 1027
Операція 1027 (бірм. ၁၀၂၇ စစ်ဆင်ရေး, Бірманська вимова: tə.sʰɛ̀ n̥ə.sʰɛ̼.θóʊɴ sɪʔ.sʰɪɴ.jè) — триваюча спільна військова операція, яку проводить Альянс трьох братств, військова коаліція, що складається з трьох етнічних збройних організацій у М'янмі: Армії Аракана (AA), Армії національного демократичного альянсу М’янми (MNDAA) і Армії національного визволення Таанг (TNLA), які об'єдналися з іншими силами проти хунти в країні.
Об'єднані сили здійснили одночасні атаки в кількох містах на півночі штату Шан, завдавши удару по армії М'янми, поліції М'янми та провійськовим ополченським об'єктам в Куткаї, Мусхе, Нонгкхіо, Лашо тощо.
Пізніше повстанці поширили свій наступ за межі штату Шан до регіону Сікайн, влаштувавши напади на Могок і Мандалай і захопивши Колін.
Повстанці зосередили атаки на самоврядній зоні Коканг (SAZ), при спробі MNDAA відновити свій контроль над районом. Станом на кінець 11 листопада 2023 року Альянс трьох братств стверджував, що захопив загалом 168 армійських форпостів у всьому регіоні.
Інші антихунтівські угрупування, такі як Сили народної оборони (PDF) уряд у вигнанні, Уряд національної єдності (NUG), пообіцяли свою підтримку та участь у операції, здійснюючи подальші напади на війська режиму. Станом на 28 листопада Альянс Братства стверджував, що понад 220 позицій хунти зайняли повстанці.
7 листопада групи повстанців на півдні оголосили операції 1107 і 1111 на підтримку 1027, особливо зосереджені на штаті Кая.

## Передмова
Після двох років наполегливих зусиль у різних регіонах М'янми військові М'янми виявили дедалі більшу напругу в ресурсах.
9 жовтня військові атакували базу Мунг Лай Хкієт, розташовану за три кілометри на північ від Лаїзи.

### Кібершахрайство
Індустрія кібершахрайства зазнає розвитку у М'янмі після державного перевороту в лютому 2021 року . Військова хунта співпрацювала з китайськими бандами, щоб переправити понад 120 000 людей до країни, де вони змушені працювати в нелюдських і принизливих умовах. Це бізнес-шахрайство надало прибуток мільярдів доларів для хунти та банд. Китай чинив тиск на режим, щоб він припинив таку практику, і активно співпрацював з Альянсом трьох братств, щоб звільнити осіб із китайськими ордерами.
Згідно з екстреним засіданням Ради національної оборони та безпеки, лідер хунти Мін Аун Хлайн зазначив, що давня напруженість і шахрайські кол-центри вздовж кордону посилилися китайськими інвестиціями.
В'єтнамська благодійна організація Blue Dragon Children's Foundation заявила, що жертви торгівлі людьми, яких утримують проти їх волі в М'янмі та змушені працювати в шахрайських операціях, змушені продавати свої органи, якщо вони не відповідають квотам.
20 жовтня спроба втечі в'язнів із закладу кібершахрайства в SAZ Коканг призвела до різанини, під час якої в'язні-втікачі були вбиті охоронцями. Об'єкт і воєнізовані сили перебували під контролем ватажка кіберзлочинців і колишнього провійськового члена парламенту Мін Сюечанга .
У звітах стверджується, що понад 80 людей було вбито, а четверо китайських поліцейських були поховані заживо. Ця різанина стала причиною операції 1027
.